# Artūrs Kurucs
Artūrs Kurucs (Cēsis, 19 gennaio 2000) è un cestista lettone di formazione spagnola.

## Biografia
È il fratello minore di Rodions Kurucs, anch’egli cestista.

## Palmarès
- Campionato lettone: 1

VEF Rīga: 2019-2020